# Pierwszy rząd Winstona Churchilla

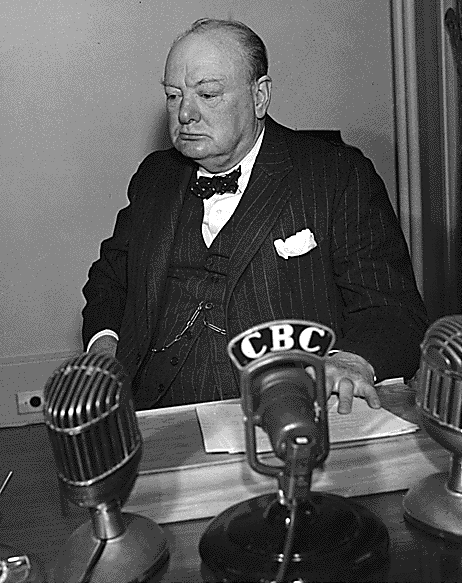
Winston Churchill, premier, pierwszy lord skarbu, minister obrony, przewodniczący Izby Gmin

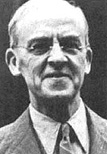
Stafford Cripps, lord tajnej pieczęci, przewodniczący Izby Gmin, minister ds. produkcji samolotów

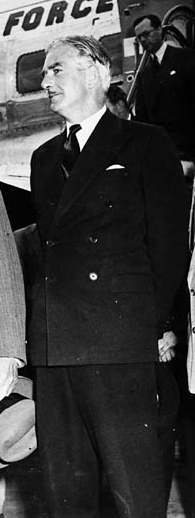
Anthony Eden, minister wojny, minister spraw zagranicznych, przewodniczący Izby Gmin

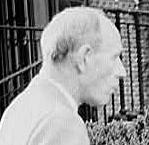
Wicehrabia Halifaksu, minister spraw zagranicznych, przewodniczący Izby Lordów

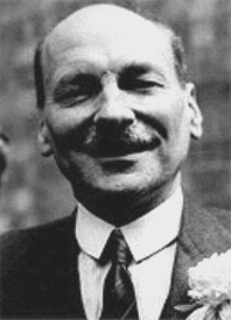
Clement Richard Attlee, lord tajnej pieczęci, minister ds. dominiów, lord przewodniczący Rady

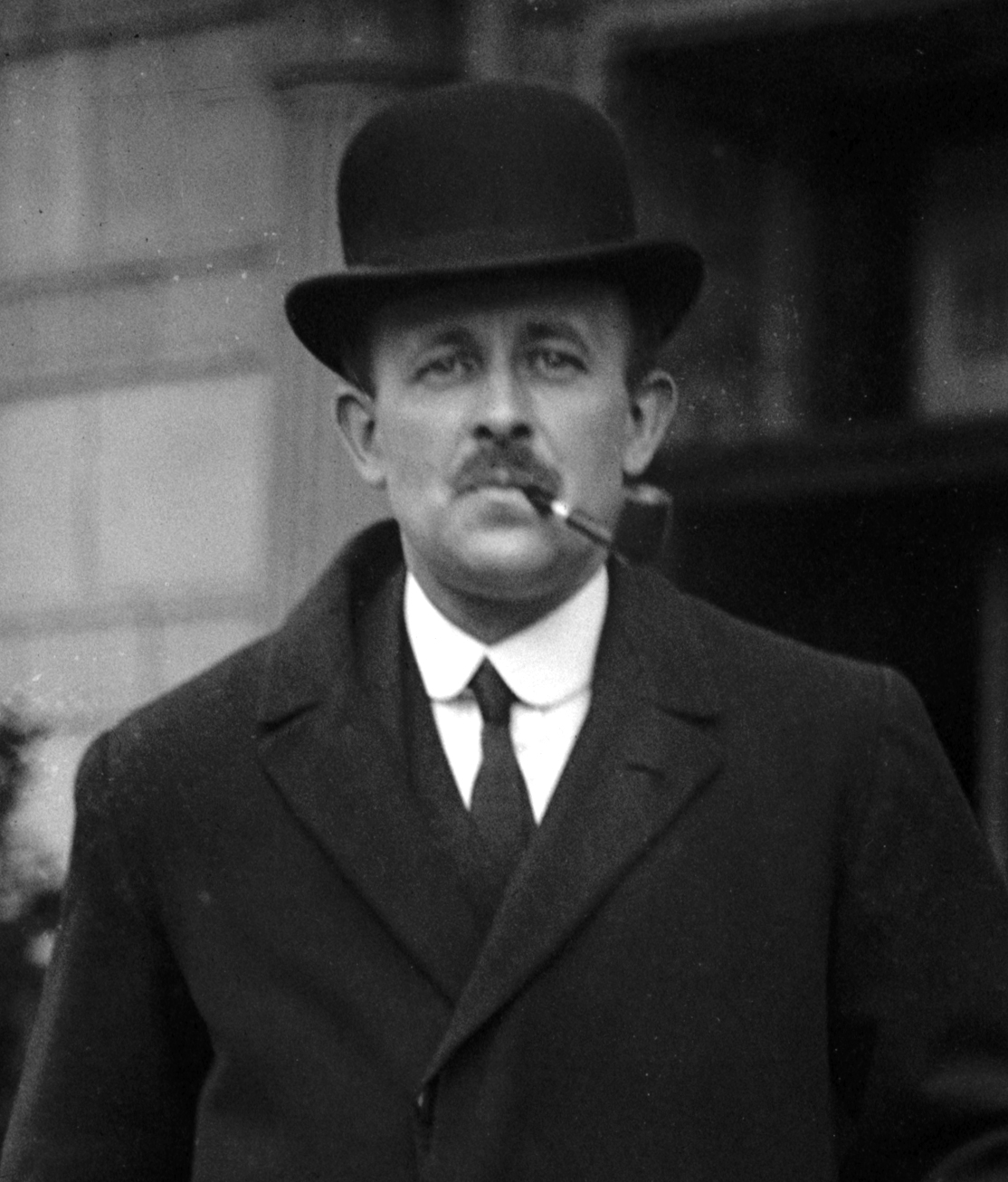
Baron Hankey, kanclerz Księstwa Lancaster, Paymaster-General

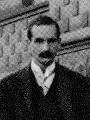
Wicehrabia Cherwell, Paymaster-General

Wojenny rząd Winstona Churchilla powstał 10 maja 1940 r. i przetrwał do maja 1945 r., kiedy z popierania rządu wycofali się laburzyści.
Członków ścisłego gabinetu wyróżniono tłustym drukiem.

## Skład rządu
| Urząd                                                               | Imię i nazwisko | Kadencja |
| ------------------------------------------------------------------- | --- | --- |
| Premier Pierwszy lord skarbu Minister obrony                        | Winston Churchill | 1940–1945 |
|                                                                     | | |
| Przewodniczący Izby Gmin                                            | Winston Churchill Stafford Cripps Anthony Eden | 1940–1942 1942 1942–1945                                                                                      |
| Przewodniczący Izby Lordów                                          | Thomas Inskip, 1. wicehrabia Caldecote Edward Wood, 3. wicehrabia Halifaksu George Lloyd, 1. baron Lloyd Walter Guinness, 1. baron Moyne Robert Gascoyne-Cecil, wicehrabia Cranborne                                                                       | 1940 1940–1941 1941–1942 1942–1945                                                                            |
| Lord kanclerz                                                       | John Simon, 1. wicehrabia Simon | 1940–1945 |
| Lord przewodniczący Rady                                            | Neville Chamberlain John Anderson Clement Richard Attlee | 1940 1940–1943 1944–1945                                                                                      |
| Lord tajnej pieczęci                                                | Clement Richard Attlee Stafford Cripps Robert Gascoyne-Cecil, wicehrabia Cranborne Max Aitken, 1. baron Beaverbrook | 1940–1942 1942 1942–1943 1944–1945                                                                            |
| Kanclerz skarbu                                                     | Kingsley Wood John Anderson | 1940–1943 1944–1945                                                                                           |
| Parlamentarny sekretarz skarbu                                      | David Margesson Charles Edwards James Stuart William Whiteley | 1940 1940–1942 1941–1945 1942–1945                                                                            |
| Finansowy sekretarz skarbu                                          | Harry Crookshank Ralph Assheton Osbert Peake | 1940–1943 1944–1944 1944–1945                                                                                 |
| Lordowie skarbu                                                     | Stephen Furness James Stuart Patrick Munro Patrick Buchan-Hepburn William Boulton Wilfred Paling James Thomas Thomas Dugdale William Murdoch Adamson Arthur Young John McEwen Leslie Pym Neville Beechman Cedric Drewe William John Patrick Buchan-Hepburn | 1940 1940–1941 1940–1942 1940 1940–1942 1940–1941 1941–1943 1941–1942 1941–1944 1942–1944 1942–1945 1944–1945 |
| Minister spraw zagranicznych                                        | Edward Wood, 3. wicehrabia Halifaksu Anthony Eden | 1940 1940–1945                                                                                                |
| Podsekretarz stanu w ministerstwie spraw zagranicznych              | Rab Butler Richard Law George Henry Hall | 1940–1941 1941–1943 1944–1945                                                                                 |
| Minister spraw wewnętrznych                                         | John Anderson Herbert Morrison | 1940 1940–1945                                                                                                |
| Podsekretarz stanu w ministerstwie spraw wewnętrznych               | Osbert Peake Geoffrey FitzClarence, 5. hrabia Munster | 1940–1944 1944–1945                                                                                           |
| Parlamentarny sekretarz stanu w ministerstwie spraw wewnętrznych    | William Mabane Ellen Wilkinson | 1940–1942 1940–1945                                                                                           |
| Pierwszy lord Admiralicji                                           | Albert Alexander | 1940–1945 |
| Parlamentarny i finansowy sekretarz przy Admiralicji                | Victor Warrender, 1. baron Bruntisfield | 1940–1945 |
| Cywilny lord Admiralicji                                            | Austin Hudson Richard Pilkington | 1940–1942 1942–1945                                                                                           |
| Minister rolnictwa i rybołówstwa                                    | Robert Hudson | 1940–1945 |
| Parlamentarny sekretarz w ministerstwie rolnictwa i rybołówstwa     | Walter Guinness, 1. baron Moyne Tom Williams Bernard Fitzalan-Howard, 16. książę Norfolk | 1940–1941 1940–1945 1941–1945                                                                                 |
| Minister lotnictwa                                                  | Archibald Sinclair | 1940–1945 |
| Podsekretarz stanu w ministerstwie lotnictwa                        | Harold Balfour Hugh Seely, 1. baron Sherwood Rupert Brabner Quintin Hogg | 1940–1944 1941–1945 1944–1945 1945                                                                            |
| Minister ds. produkcji samolotów                                    | Max Aitken, 1. baron Beaverbrook John Moore-Brabazon John Llewellin Stafford Cripps | 1940–1941 1941–1942 1942 1942–1945                                                                            |
| Podsekretarz stanu w ministerstwie ds. produkcji samolotów          | John Llewellin Frederick Montague Ben Smith Alan Lennox-Boyd | 1940–1941 1941–1942 1942–1943 1944–1945                                                                       |
| Minister lotnictwa cywilnego                                        | Philip Cunliffe-Lister, 1. wicehrabia Swinton | 1944–1945 |
| Podsekretarz stanu w ministerstwie lotnictwa cywilnego              | Robert Perkins | 1945 |
| Minister ds. kolonii                                                | George Lloyd (baron) Walter Guinness, 1. baron Moyne Robert Gascoyne-Cecil, wicehrabia Cranborne Oliver Stanley | 1940–1941 1941–1942 1942 1942–1945                                                                            |
| Podsekretarz stanu w ministerstwie ds. kolonii                      | George Henry Hall Harold Macmillan Edward Cavendish, 10. książę Devonshire | 1940–1942 1942–1943 1944–1945                                                                                 |
| Minister ds. dominiów                                               | Thomas Inskip, 1. wicehrabia Caldecote Robert Gascoyne-Cecil, wicehrabia Cranborne Clement Richard Attlee Robert Gascoyne-Cecil, wicehrabia Cranborne | 1940 1940–1942 1942–1943 1944–1945                                                                            |
| Podsekretarz stanu w ministerstwie ds. dominiów                     | Geoffrey Hithersay Shakespeare Paul Emrys-Evans | 1940–1942 1942–1945                                                                                           |
| Minister ekonomii wojennej                                          | Hugh Dalton Roundell Palmer, wicehrabia Wolmer | 1940–1942 1942–1945                                                                                           |
| Parlamentarny sekretarz w ministerstwie ekonomii wojennej           | Digle Foot | 1940–1945 |
| Przewodniczący Rady Edukacji                                        | Herwald Ramsbotham Rab Butler | 1940–1941 1941–1945                                                                                           |
| Parlamentarny sekretarz przy Radzie Edukacji                        | James Chuter Ede | 1940–1945 |
| Minister żywności                                                   | Frederick Marquis, 1. baron Woolton John Llewellin | 1940–1943 1944–1945                                                                                           |
| Parlamentarny sekretarz w ministerstwie żywności                    | Robert Boothby Gwilym Lloyd George William Mabane | 1940 1940–1942 1942–1945                                                                                      |
| Minister paliwa i energetyki                                        | Gwilym Lloyd George | 1942–1945 |
| Parlamentarny sekretarz w ministerstwie paliwa i energetyki         | Geoffrey William Lloyd Tom Smith | 1942–1945 |
| Minister zdrowia                                                    | Malcolm MacDonald Ernest Brown Henry Willink | 1940–1941 1941–1943 1944–1945                                                                                 |
| Parlamentarny sekretarz w ministerstwie zdrowia                     | Florence Horsbrugh | 1940–1945 |
| Minister ds. Indii i Birmy                                          | Leo Amery | 1940–1945 |
| Podsekretarz stanu w ministerstwie ds. Indii i Birmy                | Edward Cavendish, 10. książę Devonshire Geoffrey FitzClarence, 5. hrabia Munster William Hare, 5. hrabia Listowel | 1940–1943 1944–1944 1944–1945                                                                                 |
| Minister informacji                                                 | Duff Cooper Brendan Bracken | 1940–1941 1941–1945                                                                                           |
| Parlamentarny sekretarz w ministerstwie informacji                  | Harold Nicolson Ernest Thurtle | 1940–1941 1941–1945                                                                                           |
| Minister pracy i służby narodowej                                   | Ernest Bevin | 1940–1945 |
| Parlamentarny sekretarz w ministerstwie pracy                       | Ralph Assheton George Tomlinson Malcolm McCorquodale | 1940–1942 1941–1945 1942–1945                                                                                 |
| Kanclerz Księstwa Lancaster                                         | Maurice Hankey, 1. baron Hankey Duff Cooper Ernest Brown | 1940–1941 1941–1943 1944–1945                                                                                 |
| Minister-rezydent w Afryce Północno-zachodniej                      | Harold Macmillan | 1942–1945 |
| Minister-rezydent na Bliskim Wschodzie                              | Oliver Lyttelton Richard Casey Walter Guinness, 1. baron Moyne Edward Grigg | 1942 1942–1944 1944 1944–1945                                                                                 |
| Podminister stanu                                                   | Walter Guinness, 1. baron Moyne | 1942–1944 |
| Minister-rezydent w Waszyngtonie                                    | John Llewellin Ben Smith | 1942–1943 1944–1945                                                                                           |
| Minister-rezydent w Afryce Zachodniej                               | Philip Cunliffe-Lister, 1. wicehrabia Swinton Harold Balfour | 1942–1944 1944–1945                                                                                           |
| Minister bez teki                                                   | Arthur Greenwood William Jowitt | 1940–1942 1942–1944                                                                                           |
| Paymaster-General                                                   | Robert Gascoyne-Cecil, wicehrabia Cranborne Maurice Hankey, 1. baron Hankey William Jowitt Frederick Lindemann, 1. wicehrabia Cherwell | 1940–1941 1941–1942 1942 1942–1945                                                                            |
| Minister emerytur                                                   | Walter Womersley | 1940–1945 |
| Parlamentarny sekretarz w ministerstwie emerytur                    | Ellen Wilkinson George Tryon, 1. baron Tryon Wilfred Paling | 1940 1940–1941 1941–1945                                                                                      |
| Poczmistrz generalny                                                | William Morrison Harry Crookshank | 1940–1943 1944–1945                                                                                           |
| Asystent poczmistrza generalnego                                    | Charles Waterhouse Allan Chapman Robert Grimston | 1940–1941 1941–1942 1942–1945                                                                                 |
| Minister odbudowy                                                   | Frederick Marquis, 1. baron Woolton | 1944–1945 |
| Minister ds. Szkocji                                                | Ernest Brown Thomas Johnston | 1940–1941 1941–1945                                                                                           |
| Parlamentarny sekretarz w ministerstwie ds. Szkocji                 | Joseph Westwood Henry Wedderburn Allan Chapman | 1940–1945 1941–1942 1942–1945                                                                                 |
| Minister ds. budownictwa okrętowego                                 | Ronald Cross | 1940–1941 |
| Parlamentarni sekretarze w ministerstwie ds. budownictwa okrętowego | Arthur Salter | 1940–1941 |
| Minister zabezpieczenia socjalnego                                  | William Jowitt | 1944–1945 |
| Parlamentarny sekretarz w ministerstwie zabezpieczenia socjalnego   | Charles Peat | 1945 |
| Minister stanu                                                      | Max Aitken, 1. baron Beaverbrook Oliver Lyttelton | 1941 1941–1942                                                                                                |
| Minister zaopatrzenia                                               | Herbert Morrison Andrew Duncan Max Aitken, 1. baron Beaverbrook Andrew Duncan | 1940 1940–1941 1941–1942 1942–1945                                                                            |
| Parlamentarny sekretarz w ministerstwie zaopatrzenia                | Harold Macmillan Wyndham Portal, 1. wicehrabia Portal Ralph Assheton Charles Peat Duncan Sandys John Wilmot James Armand de Rothschild | 1940–1942 1942–1943 1942–1945 1944–1944 1944–1945 1945                                                        |
| Przewodniczący Zarządu Handlu                                       | Andrew Duncan Oliver Lyttelton Andrew Duncan John Llewellin Hugh Dalton | 1940 1940–1941 1941–1942 1942 1942–1945                                                                       |
| Parlamentarny sekretarz przy Zarządzie Handlu                       | Gwilym Lloyd George Charles Waterhouse | 1940–1941 1941–1945                                                                                           |
| Sekretarz handlu zamorskiego                                        | Harcourt Johnstone | 1940–1945 |
| Sekretarz ds. kopalń                                                | David Grenfell | 1940–1945 |
| Sekretarz ds. górnictwa naftowego                                   | Geoffrey William Lloyd | 1940–1942 |
| Minister transportu                                                 | John Reith John Moore-Brabanzon | 1940 1940–1941                                                                                                |
| Minister produkcji wojennej                                         | Max Aitken, 1. baron Beaverbrook Oliver Lyttelton | 1942 1942–1945                                                                                                |
| Parlamentarny sekretarz w ministerstwie produkcji wojennej          | George Trefgarne | 1942–1945 |
| Minister wojny                                                      | Anthony Eden David Margesson P.J. Grigg | 1940 1940–1942 1942–1945                                                                                      |
| Podsekretarz stanu w ministerstwie wojny                            | Henry Croft, 1. baron Croft Edward Grigg Arthur Henderson | 1940–1945 1940–1942 1942–1943                                                                                 |
| Finansowy sekretarz w ministerstwie wojny                           | Richard Law Duncan Sandys Arthur Henderson | 1940–1941 1941–1943 1944–1945                                                                                 |
| Minister transportu wojennego                                       | Frederick Leathers, 1. baron Leathers | 1941–1945 |
| Parlamentarny sekretarz w ministerstwie transportu wojennego        | Frederick Montague John Llewellin Arthur Salter | 1940–1941 1941–1942                                                                                           |
| Minister robót                                                      | George Tryon, 1. baron Tryon John Reith, 1. baron Reith Wyndham Portal, 1. wicehrabia Portal Duncan Sandys | 1940 1940–1942 1942–1944 1944–1945                                                                            |
| Parlamentarny sekretarz w ministerstwie robót                       | George Hicks Henry Strauss | 1940–1945 1942                                                                                                |
| Prokurator generalny                                                | Donald Somervell | 1940–1945 |
| Radca generalny Anglii i Walii                                      | William Jowitt David Maxwell-Fyfe | 1940–1942 1942–1945                                                                                           |
| Lord adwokat                                                        | Thomas Cooper James Reid | 1940–1941 1941–1945                                                                                           |
| Solicitor General dla Szkocji                                       | James Reid David King Murray | 1940–1941 1941–1945                                                                                           |
| Skarbnik Dworu Królewskiego                                         | Robert Grimston Albert Edmondson | 1940–1942 1942–1945                                                                                           |
| Kontroler Dworu Królewskiego                                        | William Whiteley William John George Mathers | 1940–1942 1942–1944 1944–1945                                                                                 |
| Wiceszambelan Dworu Królewskiego                                    | Albert Edmondson William Boulton Arthur Young | 1940–1942 1942–1944 1944–1945                                                                                 |
| Kapitan Gentelmen-at-Arms                                           | Harry Snell, 1. baron Snell Hugh Fortescue, 5. hrabia Fortescue | 1940–1944 1945                                                                                                |
| Kapitan Ochotników Gwardii                                          | Arthur Chichester, 4. baron Templemore | 1940–1945 |
| Lord-in-waiting                                                     | Hugh Fortescue, 5. hrabia Fortescue Francis Agar-Robertes, 7. wicehrabia Clifden Robert Munro, 1. baron Alness Oswald Phipps, 4. markiz Normanby | 1940–1945 |